# Benito Sarti
Benito Sarti (24. únor 1940 Padova, Italské království – 27. listopad 2019 Pordenone, Itálie) byl italský fotbalový záložník a trenér.
Debutoval v dresu Padovy v roce 1954 ve druhé lize. Po třech odehraných sezonách byl prodán do Sampdorie. Po dvou letech byl prodán do Juventusu za 80 milionů lir. Za Bianconeri nastoupil celkem do 252 utkání a vstřelil jedinou branku a to 27. ledna 1963 proti Atalantě (6:3). S klubem získal tři tituly v lize (1959/60, 1960/61, 1966/67) a také tří vítězství v italském poháru (1959/60, 1960/61, 1966/67). V roce 1968 odešel dohrát kariéru do Varese, kde také po roce skončil.
Za reprezentaci odehrál šest utkání.

## Hráčská statistika
| Sezóna  | Klub      | Liga    | Liga   | Liga | Ligové poháry | Ligové poháry | Ligové poháry | Kontinentální poháry | Kontinentální poháry | Kontinentální poháry | Celkem | Celkem |
| Sezóna  | Klub      | Soutěž  | Zápasy | Góly | Soutěž        | Zápasy        | Góly          | Soutěž               | Zápasy               | Góly                 | Zápasy | Góly   |
| ------- | --------- | ------- | ------ | ---- | ------------- | ------------- | ------------- | -------------------- | -------------------- | -------------------- | ------ | ------ |
| 1954/55 | Padova    | Serie B | 2      | 0    | -             | 0             | 0             | -                    | 0                    | 0                    | 2      | 0      |
| 1955/56 | Padova    | Serie A | 3      | 0    | -             | 0             | 0             | -                    | 0                    | 0                    | 3      | 0      |
| 1956/57 | Padova    | Serie A | 18     | 0    | -             | 0             | 0             | -                    | 0                    | 0                    | 18     | 0      |
| 1957/58 | Sampdoria | Serie A | 32     | 0    | IP            | 2             | 0             | -                    | 0                    | 0                    | 34     | 0      |
| 1958/59 | Sampdoria | Serie A | 31     | 0    | IP            | 1             | 0             | -                    | 0                    | 0                    | 32     | 0      |
| 1959/60 | Juventus  | Serie A | 30     | 0    | IP            | 2             | 0             | -                    | 0                    | 0                    | 32     | 0      |
| 1960/61 | Juventus  | Serie A | 34     | 0    | IP            | 2             | 0             | PMEZ                 | 2                    | 0                    | 38     | 0      |
| 1961/62 | Juventus  | Serie A | 27     | 0    | IP            | 2             | 0             | PMEZ+Stř.P           | 3+5                  | 0                    | 37     | 0      |
| 1962/63 | Juventus  | Serie A | 24     | 1    | IP            | 2             | 0             | -                    | 0                    | 0                    | 26     | 1      |
| 1963/64 | Juventus  | Serie A | 25     | 0    | IP            | 0             | 0             | Vel.P                | 5                    | 0                    | 30     | 0      |
| 1964/65 | Juventus  | Serie A | 34     | 0    | IP            | 5             | 0             | Vel.P                | 8                    | 0                    | 47     | 0      |
| 1965/66 | Juventus  | Serie A | 8      | 0    | IP            | 0             | 0             | PVP                  | 1                    | 0                    | 9      | 0      |
| 1966/67 | Juventus  | Serie A | 14     | 0    | IP            | 2             | 0             | Vel.P                | 3                    | 0                    | 19     | 0      |
| 1967/68 | Juventus  | Serie A | 10     | 0    | IP            | 1             | 0             | PMEZ                 | 2                    | 0                    | 13     | 0      |
| 1968/69 | Varese    | Serie A | 7      | 0    | IP            | 0             | 0             | -                    | 0                    | 0                    | 7      | 0      |
| Celkem  | Celkem    | Celkem  | 299    | 1    | -             | 19            | 0             | -                    | 19                   | 6                    | 336    | 1      |

## Hráčské úspěchy

### Klubové
- 3× vítěz 1. italské ligy (1959/60, 1960/61, 1966/67)
- 3× vítěz italského poháru (1959/60, 1960/61, 1966/67)

### Reprezentační
- 1× na MP (1955–1960)